# Rhythm and Blues (Garou)
Rhythm and Blues is het achtste album (zevende studioalbum) van de Canadese zanger Garou, uitgebracht in september 2012. De titel verwijst naar het muziekgenre rhythm-and-blues. Het is een tweetalig coveralbum, met zes Engels- en zes Franstalige nummers.

## Nummers
1. Quand Tu Danses (2:57) - origineel Gilbert Bécaud
2. Little Green Bag (3:28) - origineel George Baker Selection
3. Le Jour Se Lève (3:20) - origineel Esther Galil
4. Marie-Jeanne (4:32) - origineel Joe Dassin
5. I Put a Spell on You (3:11) - origineel Screamin' Jay Hawkins
6. Hard to Handle (3:29) - origineel Otis Redding
7. If I Ain't Got You (3:53) - origineel Alicia Keys
8. Lonely Boy (3:24) - origineel The Black Keys
9. Cash City (4:50) - origineel Luc de la Rochellière
10. Sur la Route (3:20) - origineel Gérald De Palmas
11. Bad Day (3:36) - origineel Daniel Powter
12. Je Voudrais Voir New-York (4:45) - origineel Daniel Lavoie